# Zhao Lei
Zhao Lei (xinès simplificat: 赵雷, xinès tradicional: 趙雷, pinyin: Zhào Léi; Beijing, 20 de juliol de 1986) és cantautor xinès. Les seues cançons parlen sobre vivències personals, i entre els seus seguidors es troba Liu Huan.
Va aprendre a tocar la guitarra a l'institut, i va començar a fer música pels pubs, tocant una cinquantena de cançons per uns 80 yuan al dia. El 2007, va viatjar per l'interior de la Xina, al Tibet, Yunnan i Sichuan. A la capital de la regió, Chengdu, va començar a tocar en una taverna menuda, situada a Yulin Xi. Aquella part de la ciutat era freqüentada per artistes, i conforme Zhao Lei va ser més conegut, la zona es va convertir en un espai més popular, conegut també per ser l'ambientació d'una de les seues cançons. En aquella època va conèixer al cantautor Zhao Zhao, de qui Zhao Lei es considera deixeble.
Va publicar el seu primer treball "赵小雷" (Zhao Xiaolei) el 2011, en el qual s'inclou la reeixida cançó "南方姑娘" (La xica del sud).